# Jonas Bergström (jurist)
Jonas Claes Bergström, född 23 januari 1979, är en svensk advokat.

## Biografi
Bergström är uppvuxen i Djursholm. Efter gymnasiestudier på samhällsvetenskaplig linje med inriktning på ekonomi avlade han 2006 juris kandidatexamen vid Stockholms universitet.
Bergström var prinsessan Madeleines fästman 2009–2010, sedan han godkänts av regeringen enligt successionsordningens bestämmelser. Paret bodde tillsammans i Hovstallet på Östermalm i Stockholm. Förlovningen tillkännagavs 11 augusti 2009 genom hovet, men den bröts 24 april 2010 enligt parets beslut att "gå skilda vägar" efter att Bergström haft en tillfällig förbindelse med en norsk kvinna under en skidsemester.
Bergström gifte sig 17 augusti 2013 med Stephanie af Klercker, född den 27 december 1982, dotter till verkställande direktör Peter af Klercker och Michaëla von Horn. Vigseln ägde rum i Stora Mellösa kyrka utanför Örebro.
Bergström var vid tiden för sin förlovning med prinsessan Madeleine anställd som biträdande jurist vid Advokatfirman Vinge i Stockholm. Sedan 2011 är han advokat och delägare.